# Los amores de Laurita
 Los amores de Laurita es una película de Argentina filmada en Eastmancolor dirigida por Antonio Ottone sobre su propio guion escrito en colaboración con Ana María Shua según la novela homónima de Ana María Shua que se estrenó el 11 de septiembre de 1986 y que tuvo como actores principales a Alicia Zanca, Víctor Laplace, Daniel Fanego, Manuel Callau y Raúl Rizzo.

## Sinopsis
Las sucesivas relaciones de una mujer con los hombres de su vida.

## Reparto
- Alicia Zanca como Laurita
- Daniel Fanego
- Manuel Callau
- Alberto Fernández de Rosa
- Raúl Rizzo
- Horacio Ranieri
- Gustavo Garzón
- Gustavo Rey
- Víctor Laplace
- Ana María Caso
- Pablo Brichta
- Margara Alonso
- Alberto Busaid
- Mario Luciani
- Robertino Granados
- Virginia Innocenti
- Betty Villar como Huesito

## Comentarios
Daniel López en La Razón opinó:

«Pareciera que Ottone fue seducido por la posibilidad de mostrar desnuda a Alicia Zanca para decidirse a filmar esa novela…su narración decae más de lo soportable y su estética es decididamente inexistente. Una verdadera lástima.»

Manrupe y Portela escriben:

«Flojísima adaptación de una novela e mitad de los ‘80.»